# Gieła Mieschi
Gieła Mieschi (ros. Гела Месхи; ur. 13 maja 1986 w Moskwie) – rosyjski aktor teatralny i filmowy pochodzenia gruzińskiego.

## Życiorys
W 2009 ukończył studia aktorskie w Moskwie. Pracuje w Moskiewskim Teatrze Dramatycznym imienia Konstantina Stanisławskiego. Wystąpił w wielu serialach telewizyjnych i filmach jak np. Wołczje sołnce (ros. Волчье солнце). Jest odtwórcą głównych ról w kilku filmach, m.in. „Hamlet. XXI wiek”. W czerwcu 2015 poślubił aktorkę Jekatierinę Klimową. W 2019 wystąpił w filmie Donbass. Okraina w roli powstańca DRL.